# راسيل مالون
راسيل مالون (بالإنجليزية: Russell Malone)‏ هو عازف جاز وعازف قيثارة أمريكي، ولد في 8 نوفمبر 1963 في ألباني في الولايات المتحدة.

## وصلات خارجية
- راسيل مالون على موقع IMDb (الإنجليزية)
- راسيل مالون على موقع ميوزك برينز (الإنجليزية)
- راسيل مالون على موقع أول ميوزيك (الإنجليزية)
- راسيل مالون على موقع ديسكوغز (الإنجليزية)